# Spooling
Spooling er en teknik, der bruges på computere til at koble computeren og de programmer, der kører på den, sammen med langsomme ydre enheder, sådan at de langsomme enheder ikke bremser afviklingen af andre programmer unødigt.
I dag bruges ordet spooling mest om printspooling, men begrebet kan også anvendes om f.eks. båndstationer og hulkortmaskiner.
Ideen er, at i stedet for at lade et program kommunikere direkte med den ydre enhed, hvilket ville få programmet til at bruge megen tid på at vente, og i øvrigt få andre programmer, der har brug for den samme enhed, f.eks. skal skrive noget ud, til at være blokerede, indtil det første program, der startede en udskrift, var helt færdig, så skriver programmerne i stedet til hver sin buffer eller fil på systemet. Først når udskriften er færdig, og udskriftsfilen er lukket, sættes filen i kø til printeren. Printspooleren vil så sørge for at skrive filen ud, når printeren er ledig. Dernæst kan spooleren gå videre til evt. næste printfil i køen. Printspooleren multitasker altså på computeren. Tilsvarende kan en stak hulkort læses ind og lagres midlertidigt på f.eks. en disk, inden det program, der skal bruge dataene fra hulkortene, får lov at køre. På den måde skal programmet ikke vente så meget, og hulkortlæseren bliver hurtigst muligt fri til anden brug.
Ofte giver computersystemet mulighed for at administrere printkøen, således at filer kan holdes tilbage, flyttes til en anden printer, slettes eller genudskrives.
På større computere vil spoolsystemet ofte udskrive et par skillesider imellem hvert printjob. Skillesiderne har med store typer en angivelse af jobbets navn og den bruger, der skal have udskriften. Hvis udskriften sker på endeløse baner, såkaldte leporellolister, så vil skillearkene gerne skrive rækker af stjerner (*) hen over perforationen. Derved er det muligt for et menneske at se på siden af papirstablen, hvor de enkelte printjob skal adskilles.

## Navnet
Betegnelsen spooling angives at være en forkortelse for Simultaneous Peripheral Operation On-Line fra firmaet IBM, men udtrykket kan også være skabt som en henvisning til en spole (med f.eks. magnetbånd), hvor noget kan opbevares.